# Загорье (Карамышевская волость)
Загорье — деревня в Карамышевской волости Псковского района Псковской области России.
Расположена в 24 км к северо-востоку от села Карамышево и в 57 км к востоку от центра города Пскова.
Численность населения деревни по состоянию на 2000 год составляла 3 человека.
До 1 января 2010 года деревня входила в состав ныне упразднённой Большезагорской волости.